# Hwasong-17
O Hwasong-17 (em coreano:화성-17형; em hanja:火星-17型; em inglês: Mars Artillery Type 17; em português: Artilharia de Marte Tipo 17; simplificado: Hs-17) é um míssil balístico intercontinental norte-coreano revelado no desfile militar de 10 de outubro de 2020.

#### Outros mísseis norte-coreanos:
- Hwasong-7 / Nodong-1
- Hwasong-12
- Hwasong-13 / Nodong-C
- Hwasong-15
- Hwasong-18

#### Páginas relacionadas:
- Míssil balístico intercontinental
- Míssil balístico